# フリーツィ・ブルガー
フリーデリケ・"フリーツィ"・ブルガー（Friederike "Fritzi" Burger、1910年6月6日 - 1999年2月16日）は、オーストリア出身の女性フィギュアスケート選手。1928年サンモリッツオリンピック、1932年レークプラシッドオリンピック女子シングル銀メダリスト。フリーツィは愛称。

## 経歴
- 1928年サンモリッツオリンピックで銀メダルを獲得。
- 1930年ヨーロッパフィギュアスケート選手権優勝。
- 1932年レークプラシッドオリンピックで2大会連続となる銀メダルを獲得。のちに引退。
- 1935年御木本幸吉の孫の西川真吉と結婚。晩年はアメリカに移り住んだ。

## 主な戦績
| 大会/年      | 1927-28 | 1928-29 | 1929-30 | 1930-31 | 1931-32 | 1932-33 |
| ------------ | ------- | ------- | ------- | ------- | ------- | ------- |
| オリンピック | 2       |         |         |         | 2       |         |
| 世界選手権   | 3       | 2       |         | 3       | 2       |         |
| 欧州選手権   |         |         | 1       | 2       | 2       | 3       |